# سرچشمه‌ها (آلبوم ایمجین درگنز)
سرچشمه‌ها (به انگلیسی: Origins) چهارمین آلبوم استودیویی از گروه موسیقی پاپ راک آمریکایی ایمجین درگنز است. این آلبوم در ۹ نوامبر ۲۰۱۸ توسط کیدیناکورنر پالیدور رکوردز و اینترسکوپ رکوردز منتشر شد.
سرچشمه‌ها به‌طور کلی نظرات متفاوتی از منتقدان دریافت کرده‌است، بسیاری از منتقدان موسیقی ادعا کردند که این آلبوم در مقایسه با کار قبلی آنها، تکامل پیشرفت بسیاری داشته‌است. آلبوم با چهار تک‌آهنگ «طبیعی»، «صفر»، «ماشین» و «دروغگوی بد» معرفی شد؛ یک تک‌آهنگ دیگر با نام «پرنده‌ها» در سال ۲۰۱۹ منتشر شد.

## فهرست قطعه‌ها
| شماره      | نام              | مدت   |
| ---------- | ---------------- | ----- |
| ۱.         | «طبیعی»          | ۳:۰۹  |
| ۲.         | «بومرنگ»         | ۳:۰۷  |
| ۳.         | «ماشین»          | ۳:۰۱  |
| ۴.         | «خنک کردن»       | ۳:۳۷  |
| ۵.         | «دروغگوی بد»     | ۴:۲۰  |
| ۶.         | «ساحل غربی»      | ۳:۳۷  |
| ۷.         | «صفر»            | ۳:۳۰  |
| ۸.         | «گلوله در اسلحه» | ۳:۲۴  |
| ۹.         | «دیجیتال»        | ۳:۲۱  |
| ۱۰.        | «فقط»            | ۳:۰۰  |
| ۱۱.        | «گیر»            | ۳:۱۰  |
| ۱۲.        | «عشق»            | ۲:۴۶  |
| مجموع مدت: | مجموع مدت:       | ۴۰:۰۲ |

| نسخه لوکس  | نسخه لوکس     | نسخه لوکس |
| شماره      | نام           | مدت       |
| ---------- | ------------- | --------- |
| ۱۳.        | «پرنده‌ها»     | ۳:۳۹      |
| ۱۴.        | «سوختن»       | ۴:۳۳      |
| ۱۵.        | «زندگی واقعی» | ۴:۰۷      |
| مجموع مدت: | مجموع مدت:    | ۵۲:۲۱     |

| نسخه لوکس بین‌المللی | نسخه لوکس بین‌المللی                 | نسخه لوکس بین‌المللی | نسخه لوکس بین‌المللی |
| شماره               | نام                                 | تهیه‌کننده(ها)       | مدت                 |
| ------------------- | ----------------------------------- | ------------------- | ------------------- |
| ۱۶.                 | «زاده شدم تا مال تو باشم» (با کیگو) | کیگو                | ۳:۱۳                |
| مجموع مدت:          | مجموع مدت:                          | مجموع مدت:          | ۵۵:۳۴               |